# Thaumaleidae
Famille
Thaumaleidae  est une famille de diptères.

## Liste des genres
Selon Catalogue of Life (1 mars 2013) :
- genre Afrothaumalea
- genre Androprosopa
- genre Austrothaumalea
- genre Niphta
- genre Orphnephilina
- genre Oterere
- genre Protothaumalea
- genre Thaumalea
- genre Trichothaumalea

Selon ITIS (1 mars 2013) :
- genre Protothaumalea
- genre Thaumalea
- genre Trichothaumalea